# 긴다리박쥐
긴다리박쥐(Macrophyllum macrophyllum)는 주걱박쥐과에 속하는 박쥐의 일종이다. 긴다리박쥐속(Macrophyllum)의 유일종이다. 남아메리카와 중앙아메리카에서 발견된다.

## 특징
작은 박쥐로 몸길이는 40~53mm이고 전완장은 34~45mm, 꼬리 길이는 38~49mm이다. 발 길이는 13~16mm, 귀 길이는 17~20mm, 몸무게는 최대 11g이다. 털이 길고 부드럽다. 등 쪽은 갈색과 거무스름한 색을 띠지만 배 쪽은 좀더 밝은 색을 띤다. 핵형은 2n=32, FNa=56이다.

## 생태
최대 70마리까지 작은 무리를 지어 동굴이나 나무 구멍 속에 은신한다. 먹이는 나비나 파리와 같은 날아다니는 곤충이다. 엘살바도르에서 임신한 암컷이 포획된다. 하지의 특정 형태는 윗수염박쥐속의 일부 종들처럼 물 표면이나 물 바로 아래에서 포획한 먹이를 먹을 수도 있음을 시사한다.

## 분포 및 서식지
멕시코 남부 타바스코주 지역부터 벨리즈와 온두라스, 과테말라, 니카라과, 엘살바도르, 코스타리카, 파나마, 콜롬비아, 베네수엘라, 가이아나, 수리남, 프랑스령 기아나, 에콰도르, 페루, 브라질을 거쳐 볼리비아와 파라과이, 아르헨티나 북부 지역까지 중앙아메리카와 남아메리카에 널리 분포한다. 열대 탈락성 숲과 우림에서 서식한다. 건물과 관개 수로에서 자주 발견된다.